# Amomum agastyamalayanum
Amomum agastyamalayanum ist eine Pflanzenart aus der Gattung Amomum innerhalb der Familie der Ingwergewächse (Zingiberaceae). Sie kommt im südlichen Indien vor.

## Beschreibung

### Vegetative Merkmale
Amomum agastyamalayanum wächst als ausdauernde, krautige Pflanze, die Wuchshöhen von 0,9 bis 1,7 Metern erreichen kann. Die schlanken, Ausläufer bildenden Rhizome werden zwischen 0,5 und 1,2 Zentimeter dick, sind innen cremeweiß gefärbt und außen mit Schuppen bedeckt. Die papierartigen und unbehaarten Schuppen sind dreieckig geformt und haben bewimperte Ränder sowie eine spitze bis abgerundete Spitze. Von jedem Rhizom gehen mehrere schlanke Sprossachsen ab. An der Basis haben die Stängel unbehaarte, dunkelgrüne Blattscheiden mit dünnhäutigen Rändern, welche etwa 2,5 Zentimeter breit sind. Die ganzrandigen ledrigen, grün gefärbten und rosarot gesprenkelten Blatthäutchen sind unbehaart und werden 0,3 bis 0,5 Zentimeter lang; ihr oberes Ende ist abgerundet und ihre Ränder sind bewimpert.
Jeder Stängel besitzt 8 bis 23 Laubblätter. Die wechselständig angeordneten Laubblätter sind in Blattstiel und Blattspreite gegliedert. Der grüne und unbehaarte Blattstiel ist 0 bis 0,2 Zentimeter lang. Die einfache Blattspreite ist bei einer Länge von 22 bis 33 Zentimetern und einer Breite von 3,5 bis 4,5 Zentimetern lanzettlich mit keilförmiger Blattbasis und zugespitztem oberen Ende. Die dunkelgrüne Blattoberseite ist genauso wie die blassgrüne Blattunterseite unbehaart. Die Blätter weisen an der Oberseite eine flache Blattnervatur auf. Die Blattränder sind genauso wie die Mittelrippe kahl.

### Generative Merkmale
Die Blütezeit sowie die Fruchtreife von Amomum agastyamalayanum umfasst die Monate Februar bis Juli. Unterirdisch und direkt aus dem Rhizom entwickelt sich auf einem 4 bis 17 Zentimeter langen Blütenstandsschaft ein Blütenstand, der 7 bis 23 Zentimeter lang sowie 1,5 bis 2 Zentimeter breit ist und in dem die zahlreichen Blüten dicht zusammen stehen. Die blassgrünen und rosarot gesprenkelten sowie an der Außenseite flaumig behaarten, ledrigen Tragblätter sind bei einer Länge von 1,2 bis 1,7 Zentimetern sowie einer Breite von 0,5 bis 0,9 Zentimetern verkehrt-eiförmig bis verkehrt-eiförmig-länglich mit spitzen oberen Ende und bewimperten Rändern. Die blassgrünen und rosarot gesprenkelten, membranartigen Deckblätter sind zu einer 0,9 bis 1,2 Zentimeter langen sowie 0,2 bis 0,3 Zentimeter breiten Röhre verwachsen, welche zweifach gelappt ist. Die zwei Lappen sind an der Außenseite mit flaumigen Haaren besetzt.
Die zwittrigen, gelben Blüten sind bei einer Länge von 1,8 bis 2 Zentimetern zygomorph und dreizählig mit doppelten Perianth. Die zwei oder drei außen flaumig behaarten, blassgrünen und rosarot gesprenkelten Kelchblätter sind röhrenförmig miteinander verwachsen und sind mit einer Länge von 0,9 bis 1 Zentimeter sowie einer Breite von 0,25 bis 0,3 Zentimeter länger als die Kronröhre. Alle Kelchblätter haben ein scharf zugespitztes oberes Ende. Die blassgelben Kronblätter sind zu einer 0,8 bis 0,9 Zentimeter langen und rund 0,2 Zentimeter breiten Kronröhre mit drei ebenfalls blassgelben Kronlappen verwachsen, die an der Außenseite flaumig sowie an der Innenseite an der Röhrenöffnung zottig behaart sind. Der mittlere, an der Innenseite kahle Kronlappen ist bei einer Länge von etwa 1,1 Zentimetern und einer Breite von ungefähr 0,5 Zentimetern verkehrt-lanzettlich mit scharf zugespitztem und verdecktem oberen Ende. Die beiden an der Innenseite unbehaarten seitlichen Kronlappen sind bei einer Länge von rund 1 Zentimetern sowie einer Breite von circa 0,3 Zentimetern schmäler und länglich geformt. Nur das mittlere der 0,7 bis 0,9 Zentimeter langen Staubblätter des inneren Kreises ist fertil; es besitzt einen 0,2 bis 0,3 Zentimeter langen und etwa 0,1 Zentimeter breiten, flaumig behaarten, blassgelben Staubfaden. Die zwei cremeweißen Hälften des flaumig behaarten Staubbeutels sind bei einer Länge von 0,35 bis 0,4 Zentimetern länglich geformt. Drei der Staminodien des inneren Kreises sind zu einem blassgelben verkehrt-eiförmigen Labellum mit dunkel gefärbter Mitte verwachsen, welches 1,3 bis 1,6 Zentimeter lang und 1,2 bis 1,4 Zentimeter breit ist. Das Labellum hat einen ganzrandigen Rand und ist an der Innenseite nahe der Basis flaumig behaart. Die seitlichen, unbehaarten, gelben Staminodien sind pfriemförmig und werden etwa 0,1 Zentimetern lang. Drei Fruchtblätter sind zu einem dreikammerigen und etwa 0,4 Zentimeter langen und rund 0,3 Zentimeter breiten, flaumig behaarten Fruchtknoten verwachsen, mit zahlreichen Samenanlagen in jeder Fruchtknotenkammer. Der etwa 1,5 Zentimeter lange Griffel ist flaumig behaart. Die becherförmige Narbe hat einen Durchmesser von rund 0,5 Millimeter.
Jeder Blütenstand kann drei bis sieben Kapselfrüchte bilden, welche sich in einem 8 bis 14 Zentimeter langen Fruchtstand befinden, welcher an einem 6 bis 10 Zentimeter langen Stiel steht. Die bei einer Länge von 1,1 bis 2 Zentimetern sowie einer Dicke von 1,1 bis 1,6 Zentimetern annähernd kugel- bis kugelförmigen Kapselfrüchte sind zur Reife rot bis rötlich braun gefärbt. Sie besitzen eine stachelige Oberfläche und enthalten viele Samen. Die schwarzen eckigen Samen werden 4 bis 5 Millimeter lang, 3 bis 4 Millimeter breit und besitzen einen weißen Arillus. Sie verströmen einen wohlriechenden Geruch.

## Vorkommen
Das natürliche Verbreitungsgebiet von Amomum agastyamalayanum liegt in dem im südlichen Indien gelegenen Bundesstaat Kerala. Dort umfasst es, soweit bisher bekannt, die in dem Distrikt Thiruvananthapuram gelegenen Agastyamalai-Berge, einen Teil der Westghats. Man findet sie dort in Höhenlagen von 900 bis 1300 Metern, wo sie in immergrünen Wäldern wächst.

## Taxonomie
Die Erstbeschreibung als Amomum agastyamalayanum erfolgte 2012 durch V. P. Thomas und Mamiyil Sabu in Edinburgh Journal of Botany, Band 69, Nummer 2, Seite 313. Das Artepitheton agastyamalayanum verweist auf den Fundort des Typusmaterials, den Agastyamalai.